# Esquiule
Esquiule é uma comuna francesa na região administrativa da Nova Aquitânia, no departamento dos Pirenéus Atlânticos. Estende-se por uma área de 29,06 km². Em 2010 a comuna tinha 549 habitantes (densidade: 18,9 hab./km²).